# 5-я гвардейская механизированная бригада
5-я гвардейская механизированная Волновахская Краснознаменная ордена Суворова бригада (5 гв. мехбр) — соединение Вооружённых Сил СССР, принимавшее участие в Великой Отечественной войне.
Боевые периоды — с 15 декабря 1942 по 6 мая 1944 года и с 29 сентября 1944 по 11 мая 1945 года.

## История
5-я гвардейская мехбригада была создана на основании приказа НКО № 00220 от 22 октября 1942 года путём переформирования 65-го гвардейского стрелкового полка 22-й гвардейской стрелковой дивизии. 24-й гвардейский танковый полк был сформирован из 246-й танковой бригады.
В начале 1943 года бригада приняла участие в Ростовской операции (1 января — 18 февраля). В августе — сентябре того же года она отличилась во время Донбасской наступательной операции. В ходе её проведения советские части осуществили охват Волновахи с трёх сторон — севера, юга и востока. 5-я гв. мехбр завязала бои на южной окраине города. 10 сентября части Красной армии ворвались в Волноваху, и вскоре немцы начали отход. В этот же день приказом верховного главнокомандующего бригада была удостоена права носить почетное наименование "Волновахской".
За образцовое выполнение заданий командования в боях за освобождение городов Херсон и Берислав бригада указом Президиума ВС СССР от 23 марта 1944 года была награждена орденом Красного Знамени, а уже через неделю, указом от 1 апреля 1944 года, за участие в освобождении Николаева — орденом Суворова II степени.
В ходе Будапештской операции (29 октября 1944 — 13 февраля 1945) 5 гв. мехбр  к 1 декабря сосредоточилась в районе Кишкунлацхаза, что в 100 км южнее Будапешта. Бригаде была поставлена задача с утра 2 декабря по наведённым понтонным мостам форсировать канал Чепели Дунааг и р. Дунай и захватить населённый пункт Рацкерестура. Под прикрытием соединений 46-й армии она выполнила задачу. На плацдарме западнее Дуная она была атакована танками противника, но введённая в бой 37-я гвардейская танковая бригада отбила вражеские танки, заставив их отойти.
19 декабря оборона противника была прорвана и части 2-го гвардейского механизированного корпуса устремились в прорыв. 5 гв. мехбр должна была наступать в направлении Вель, Етьек, Пать, затем повернуть на восток и с ходу ворваться в Будапешт. 22 декабря она овладела Велью и завязала бой за Етьек. Подоспевшие другие части корпуса развили её успех и к исходу 24 декабря они ворвались в Будапешт. За четыре дня боёв 5-я гв. мехбр освободила несколько десятков кварталов.
28 декабря 1944 года она передала свой участок фронта в городе и сосредоточилась в районе Пилишверешвар северо-западнее Будапешта, получив новую задачу – не допустить прорыва противника к окруженной группировке из района Комарно.
В ночь на 1 января 1945 года немцы силами двух танковых корпусов нанесли удар из района Комарно на Будапешт. 3 января механизированные бригады 2-го гв. мк перешли к обороне на участке Дорог, Шаришап, высота 255. 5-я гв. мехбр находились во втором эшелоне корпуса. С 4 по 11 января части мехкорпуса в упорных боях, нанесли противнику крупные потери и сорвали его замысел прорваться в Будапешт. К 25 января разгромленные танковые части врага отошли к Эстергому.
11 февраля окруженная будапештская группировка противника попыталась вырваться из окружения. В ночь на 12 февраля его отдельные части сумели прорваться в Буду и устремились в западном направлении, однако 4-я, 5-я и 6-я гв. мехбр остановили их, не допустив их отход на запад.
Далее бригада участвовала в сражениях за Вену, Брно, Прагу и закончила свой боевой путь в районе города Пршибрам 11 мая 1945 года.
В 1945 году 2-й гвардейский механизированный корпус, куда входила 5 гв. мехбр, был переформирован во 2-ю гвардейскую механизированную дивизию.

## Боевой состав
- управление бригады
- 24-й гвардейский танковый полк
- 1-й мотострелковый батальон
- 2-й мотострелковый батальон
- 3-й мотострелковый батальон
- минометный батальон
- разведывательная рота
- зенитный артиллерийский дивизион
- противотанковый дивизион
- санитарный взвод

## Подчинение
| На дату    | Фронт (округ)        | Армия                          | Корпус                                  | Группа |
| ---------- | -------------------- | ------------------------------ | --------------------------------------- | ------ |
| 01.12.1942 | Резерв Ставки ВГК    | 2-я гвардейская армия          | 2-й гвардейский механизированный корпус | -      |
| 01.01.1943 | Южный фронт          | 2-я гвардейская армия          | 2-й гвардейский механизированный корпус | -      |
| 01.02.1943 | Южный фронт          | 2-я гвардейская армия          | 2-й гвардейский механизированный корпус | -      |
| 01.03.1943 | Южный фронт          | -                              | 2-й гвардейский механизированный корпус | -      |
| 01.04.1943 | Южный фронт          | 2-я гвардейская армия          | 2-й гвардейский механизированный корпус | -      |
| 01.05.1943 | Южный фронт          | 2-я гвардейская армия          | 2-й гвардейский механизированный корпус | -      |
| 01.06.1943 | Южный фронт          | 2-я гвардейская армия          | 2-й гвардейский механизированный корпус | -      |
| 01.07.1943 | Южный фронт          | 2-я гвардейская армия          | 2-й гвардейский механизированный корпус | -      |
| 01.08.1943 | Южный фронт          | 2-я гвардейская армия          | 2-й гвардейский механизированный корпус | -      |
| 01.09.1943 | Южный фронт          | 2-я гвардейская армия          | 2-й гвардейский механизированный корпус | -      |
| 01.10.1943 | Южный фронт          | 2-я гвардейская армия          | 2-й гвардейский механизированный корпус | -      |
| 01.11.1943 | 4-й Украинский фронт | 2-я гвардейская армия          | 2-й гвардейский механизированный корпус | -      |
| 01.12.1943 | 4-й Украинский фронт | 2-я гвардейская армия          | 2-й гвардейский механизированный корпус | -      |
| 01.01.1944 | 4-й Украинский фронт | -                              | 2-й гвардейский механизированный корпус | -      |
| 01.02.1944 | 4-й Украинский фронт | -                              | 2-й гвардейский механизированный корпус | -      |
| 01.03.1944 | 3-й Украинский фронт | -                              | 2-й гвардейский механизированный корпус | -      |
| 01.04.1944 | 3-й Украинский фронт | -                              | 2-й гвардейский механизированный корпус | -      |
| 01.05.1944 | 3-й Украинский фронт | -                              | 2-й гвардейский механизированный корпус | -      |
| 01.06.1944 | Резерв Ставки ВГК    | -                              | 2-й гвардейский механизированный корпус | -      |
| 01.07.1944 | Резерв Ставки ВГК    | -                              | 2-й гвардейский механизированный корпус | -      |
| 01.08.1944 | Резерв Ставки ВГК    | -                              | 2-й гвардейский механизированный корпус | -      |
| 01.09.1944 | Резерв Ставки ВГК    | -                              | 2-й гвардейский механизированный корпус | -      |
| 01.10.1944 | 2-й Украинский фронт | -                              | 2-й гвардейский механизированный корпус | -      |
| 01.11.1944 | 2-й Украинский фронт | -                              | 2-й гвардейский механизированный корпус | -      |
| 01.12.1944 | 2-й Украинский фронт | 46-я армия                     | 2-й гвардейский механизированный корпус | -      |
| 01.01.1945 | 3-й Украинский фронт | -                              | 2-й гвардейский механизированный корпус | -      |
| 01.02.1945 | 3-й Украинский фронт | -                              | 2-й гвардейский механизированный корпус | -      |
| 01.03.1945 | 2-й Украинский фронт | 46-я армия                     | 2-й гвардейский механизированный корпус | -      |
| 01.04.1945 | 2-й Украинский фронт | 46-я армия                     | 2-й гвардейский механизированный корпус | -      |
| 01.05.1945 | 2-й Украинский фронт | 6-я гвардейская танковая армия | 2-й гвардейский механизированный корпус | -      |

## Командиры бригады
- Сафронов, Фёдор Андреевич (до сентября 1943 — не ранее марта 1944), подполковник, затем — полковник.
- Троценко, Яков Иванович (сентябрь 1944 — 27 марта 1945), полковник.
- Малышев, Иван Данилович (на апрель 1945), врид, подполковник.

## Отличившиеся воины бригады
- Бабанин, Николай Андреевич, гвардии капитан, командир разведывательной роты.
- Максименко, Сергей Ефремович, гвардии младший лейтенант, командир взвода ПТР.
- Мусаев, Мардан Мамед оглы, гвардии старший сержант, командир отделения 3-го мотострелкового батальона.
- Николаев, Василий Семёнович, гвардии красноармеец, пулемётчик 1-го мотострелкового батальона.
- Тряскин, Александр Андреевич, гвардии старший лейтенант, командир роты 3-го мотострелкового батальона.

## Люди связанные с бригадой
- Голуб, Никифор Гордеевич,  Герой Социалистического Труда, Почётный шахтёр СССР. В годы войны воевал в бригаде.